# Pathetic Being
Pathetic Being – drugi album studyjny polskiej grupy muzycznej Sceptic. Wydawnictwo ukazało się 20 kwietnia 2001 roku nakładem wytwórni muzycznej Empire Records. Nagrania zostały zarejestrowane i zmiksowane w olsztyńskim Selani Studio we wrześniu 2000 roku. Z kolei mastering odbył się w październiku tego samego roku również w Selani Studio. Do płyty został dołączony teledysk do utworu 	
"Pathetic Being" który wyreżyserował Adam Kuc. 

## Lista utworów
Opracowano na podstawie materiału źródłowego.
1. "Intro" (muz. Senajko, Hiro, Semla, Kolasa, Zięba) - 01:14
2. "Ancient Portal" (sł. Urbaś, muz. Senajko, Hiro, Semla, Kolasa, Zięba) - 05:43
3. "Pathetic Being" (sł. Urbaś, muz. Senajko, Hiro, Semla, Kolasa, Zięba) - 04:03
4. "Only Lies" (sł. Urbaś, muz. Senajko, Hiro, Semla, Kolasa, Zięba) - 06:07
5. "Ancestor of All Powers" (sł. Urbaś, muz. Senajko, Hiro, Semla, Kolasa, Zięba) - 05:35
6. "Incapable Rulers" (sł. Urbaś, muz. Senajko, Hiro, Semla, Kolasa, Zięba) - 04:56
7. "Lost Identity" (sł. Urbaś, muz. Senajko, Hiro, Semla, Kolasa, Zięba) - 03:39
8. "Arctic Crypt" (cover Nocturnus) - 04:39
9. "Particles of Time" (muz. Senajko, Hiro, Semla, Kolasa, Zięba) - 05:15
10. "Children's Eyes" (sł. Urbaś, muz. Senajko, Hiro, Semla, Kolasa, Zięba) - 05:01

## Twórcy
Opracowano na podstawie materiału źródłowego.

- Michał Senajko – wokal prowadzący
- Jacek Hiro – gitara rytmiczna, gitara prowadząca
- Czesław Semla – gitara rytmiczna, gitara prowadząca
- Paweł Kolasa – gitara basowa
- Maciej Zięba – perkusja
- Marcin Urbaś – słowa
- Szymon Czech – inżynieria dźwięku, miksowanie, produkcja muzyczna
- Adam Kuc – mastering
- Jacek Wiśniewski – oprawa graficzna
- Piotr Górka – zdjęcia